# Stârc roșu

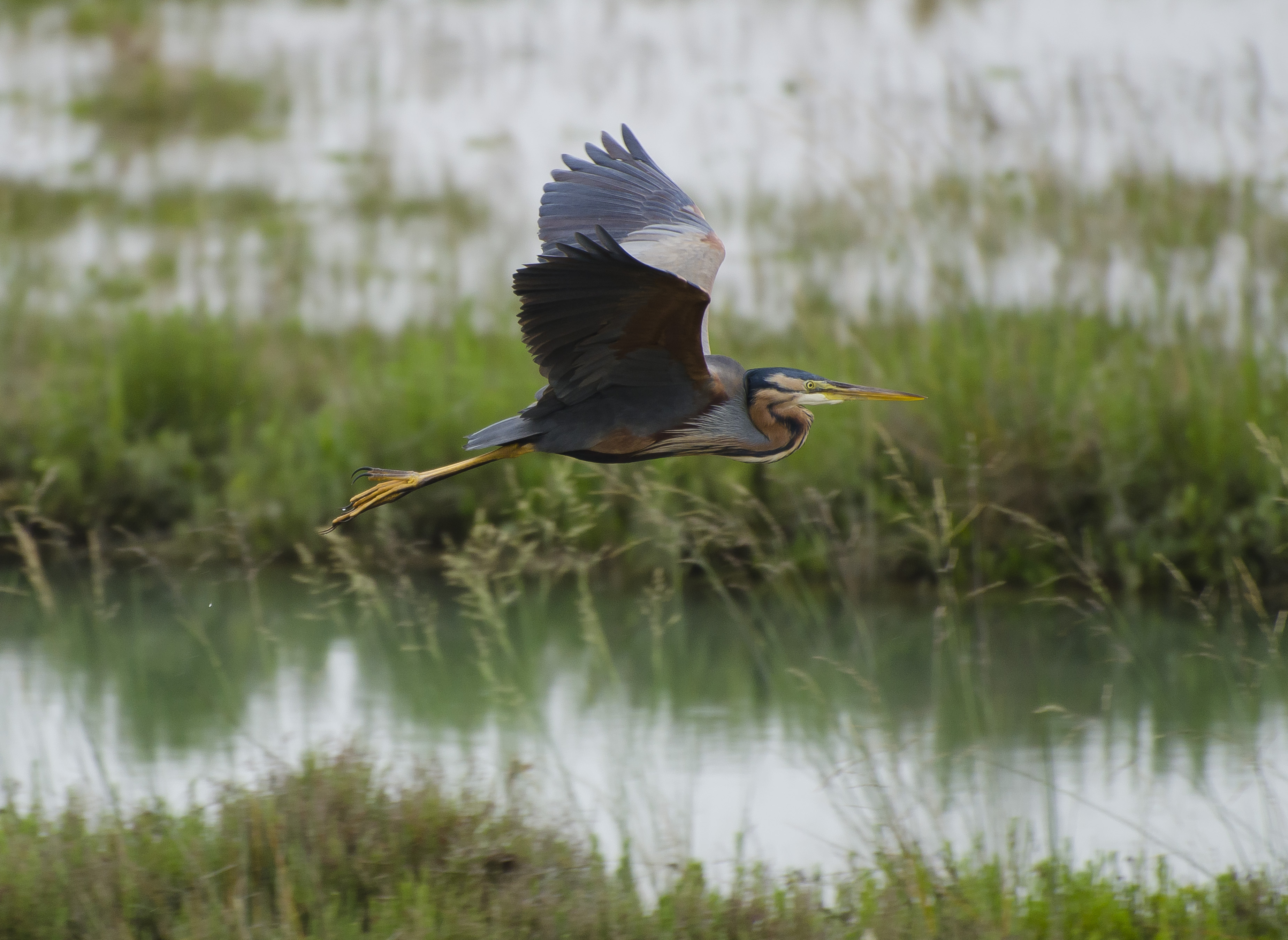
Stârc roșu în zbor

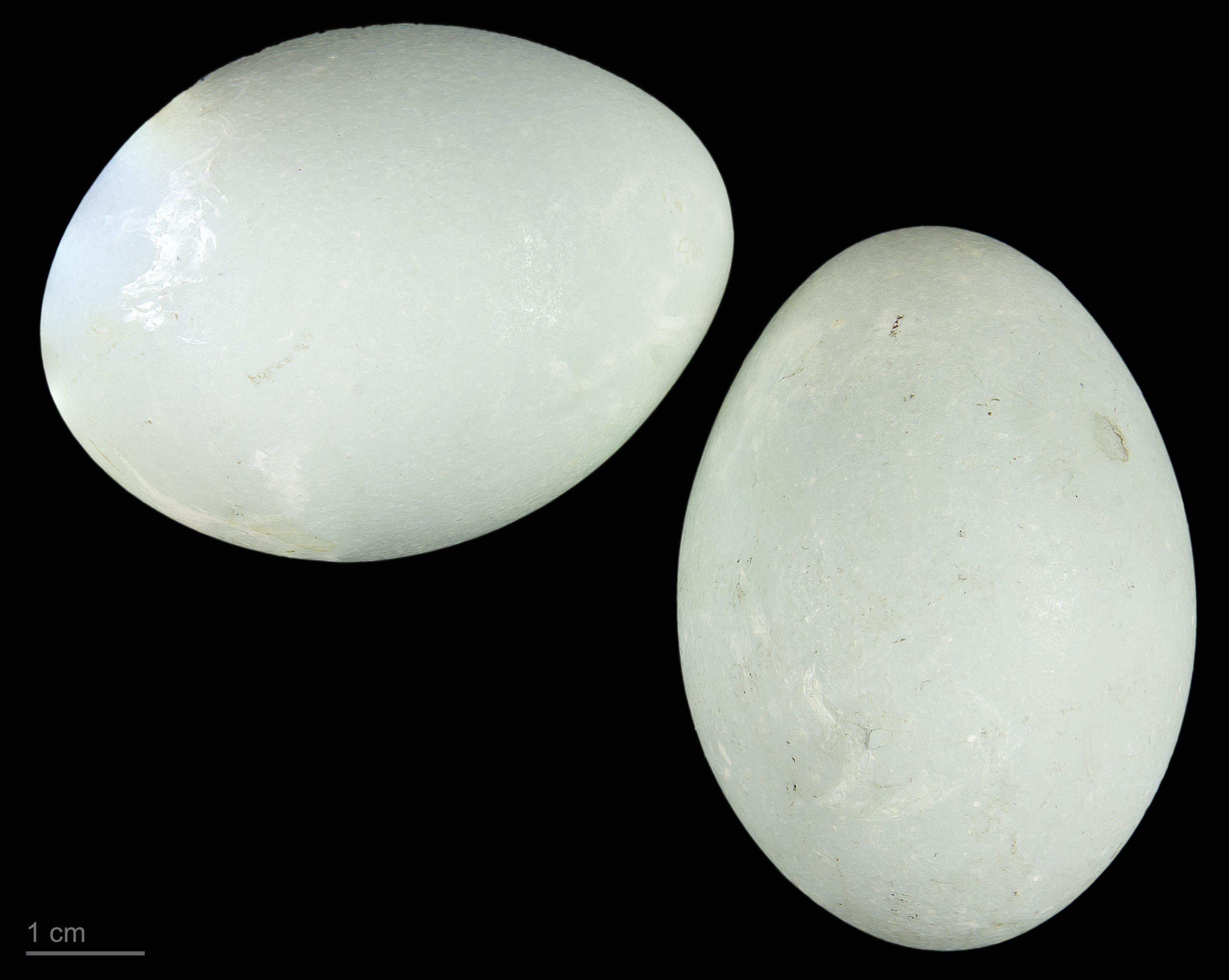
Ardea purpurea - MHNT

Stârcul roșu (Ardea purpurea) este o specie de păsări din genul Ardea, familia Ardeidae.

## Caracteristici
Stârcul roșu are o lungime a corpului de la 70 până la 90 cm (cu gâtul întins) și o anvergură a aripilor de la 107 până la 143 cm. Este mai mic decât stârcul cenușiu, căruia i se aseamănă în zbor, dar se deosebește de el prin colorit și prin degetele de la picioare mai lungi. Picioarele și ciocul mai subțire și mai puțin asemănător cu o suliță sunt de un galben mat iar creasta ciocului este închisă la culoare, baza părții superioare a ciocului fiind deschisă. Capul este mai mic și mai plat decât la stârcul cenușiu. Irisul este galben.
Partea de la cap la gât este roșu-maronie iar pe gât se găsesc dungi negre. Partea superioară a corpului este gri-închis, elitrele având în special la mascul un ton albastru-violet. Stârcul își ține capul în formă de S în zbor. Frecvența datului din aripi este mai mare decât la stârcul cenușiu.

## Sunete
Stârcul roșu nu are un sunet prea frumos. În zbor strigă un "crrec" mai scurt, mai înalt și mai puțin pătrunzător decât strigătul unui stârc cenușiu.

## Răspândire și habitat
Marele areal de răspândire al stârcului roșu cuprinde Africa centrală, nord-vestică și de sud, Madagascar, sudul Europei, vestul Asiei până în vestul Pakistanului; Asia de sud-est și de est, din India și Sri Lanka și mai spre est până în Filipine și Rusia de sud-est. În Europa sunt doar populații regionale de cuibărit în Spania, Franța, Germania de sud, Austria, Italia și în Peninsula Balcanică: Grecia, Ungaria, România, Bulgaria și o răspândire mare în Polonia de sud până la Marea Neagră.
Stârcul roșu clocește în colonii în întinderi mari de stufăriș, dar și în tufișuri. Hrana și-o caută în principal în stufăriș. Datorită degetelor sale lungi de la picioare poate apuca foarte bine stuful.
Stârcul roșu este o pasăre călătoare. Migrarea spre Africa începe din Europa centrală în luna august și se termină în octombrie. Sporadic se pot găsi exemplare și în decembrie. Zonele de iernat sunt regiunile de stepă din vestul, estul și sudul Africii. Se pot găsi indivizi însă și în Europa de sud și sud-est, precum și în Egipt. Întoarcerea spre Europa începe din martie, iar în mai, stârcii roșii au ajuns la arealul lor de cuibărit.

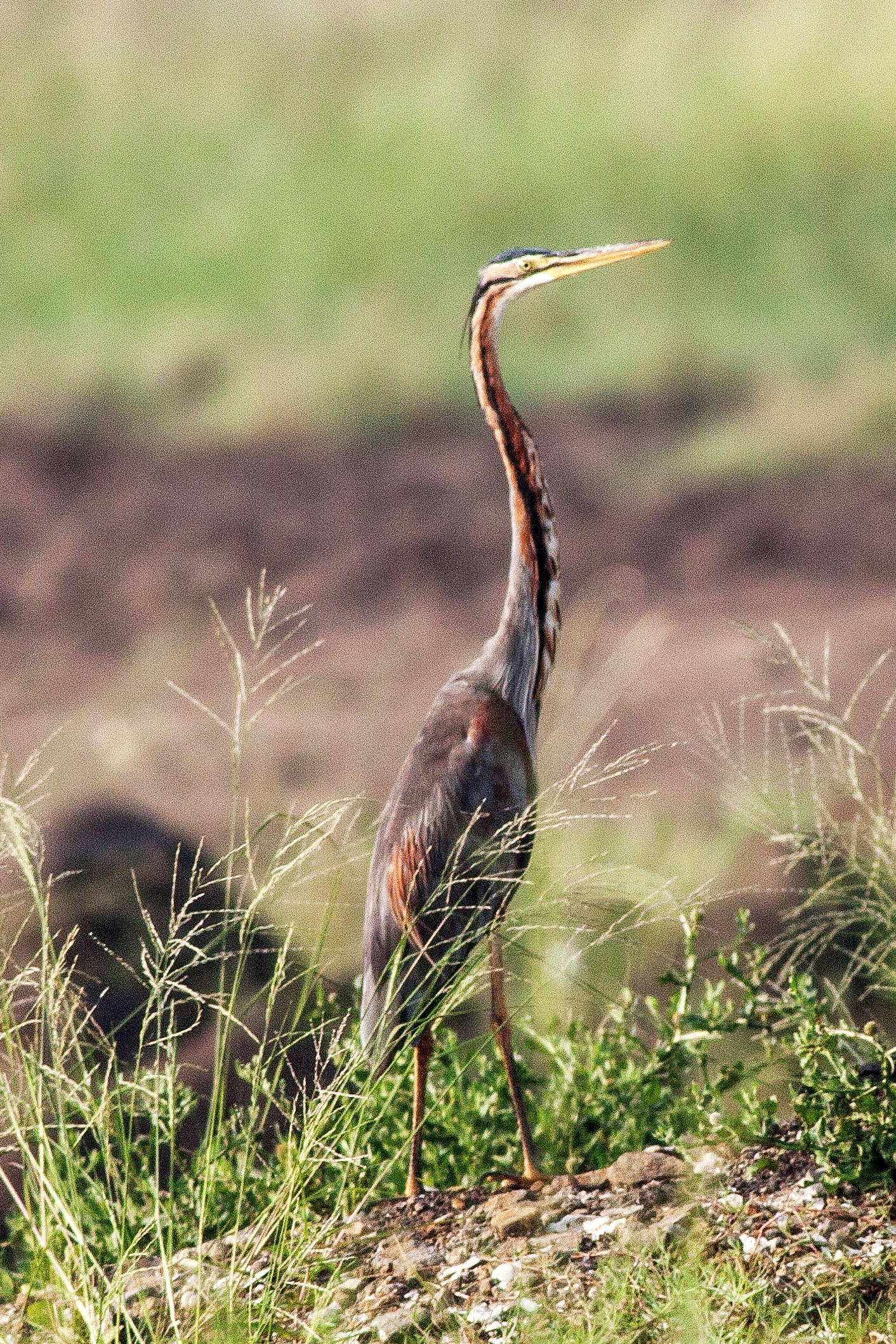
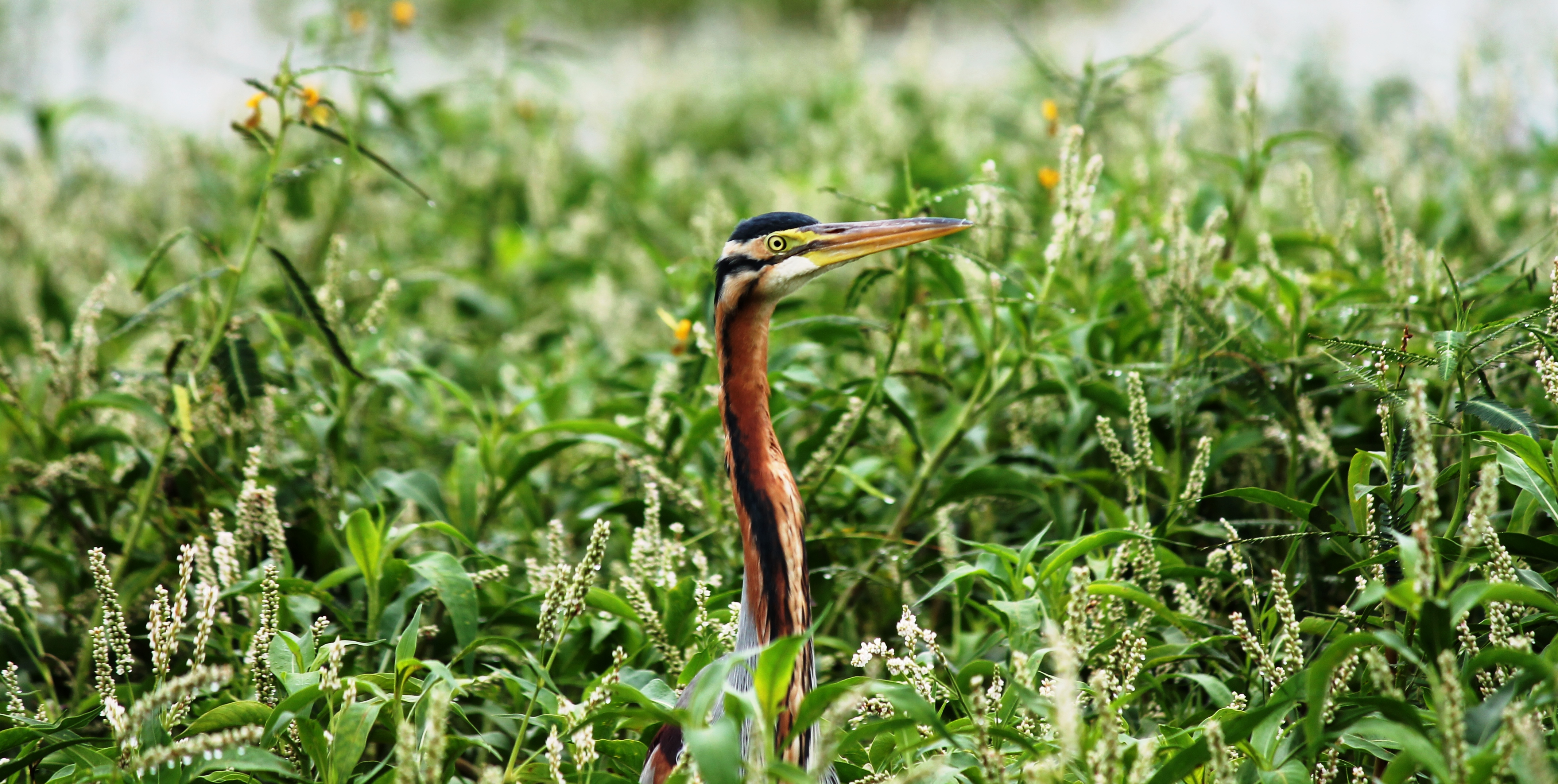
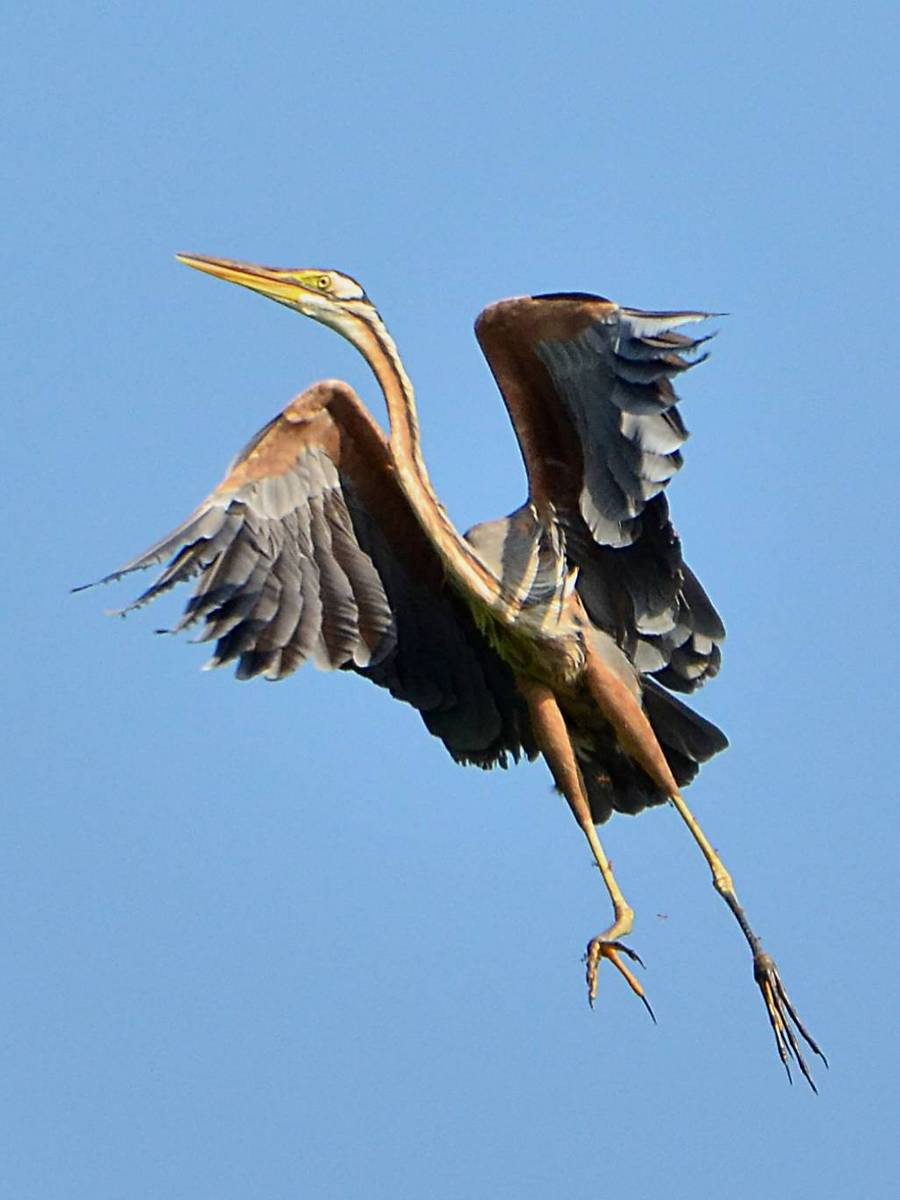
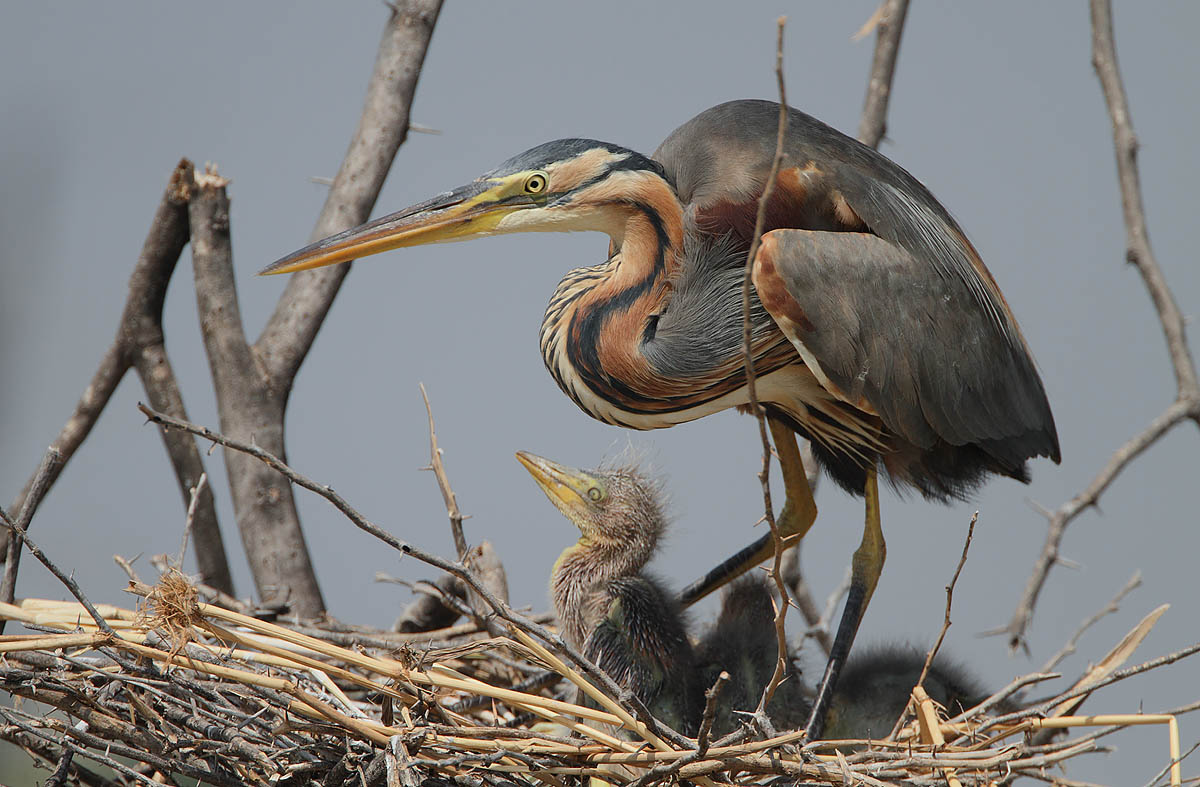
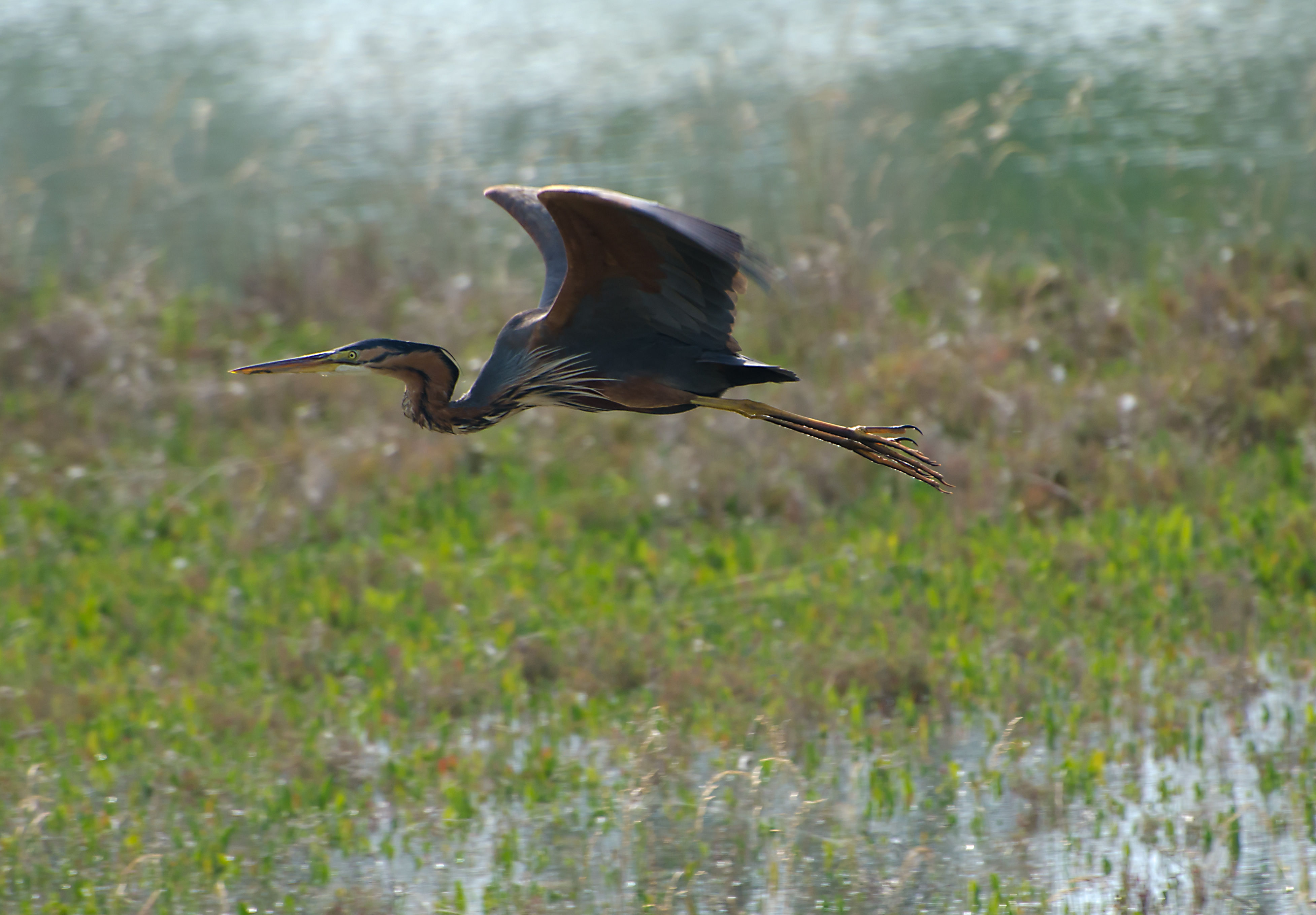
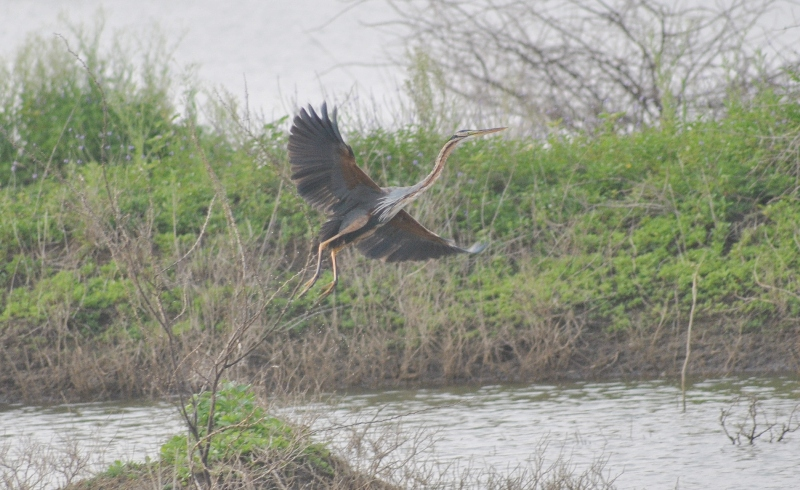
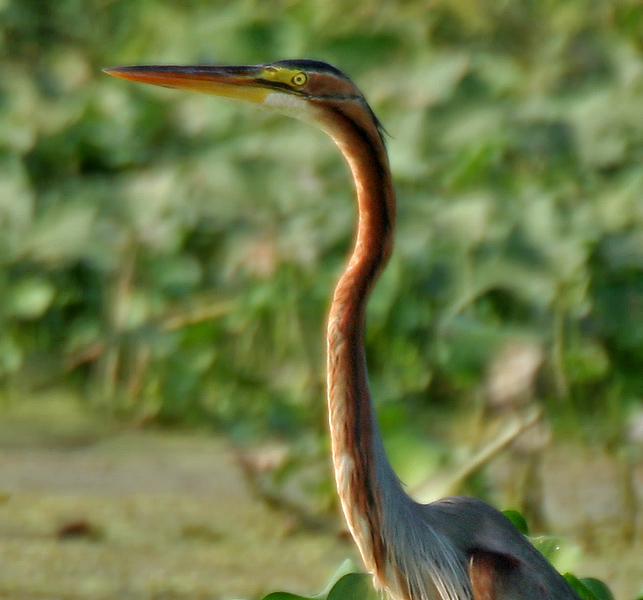
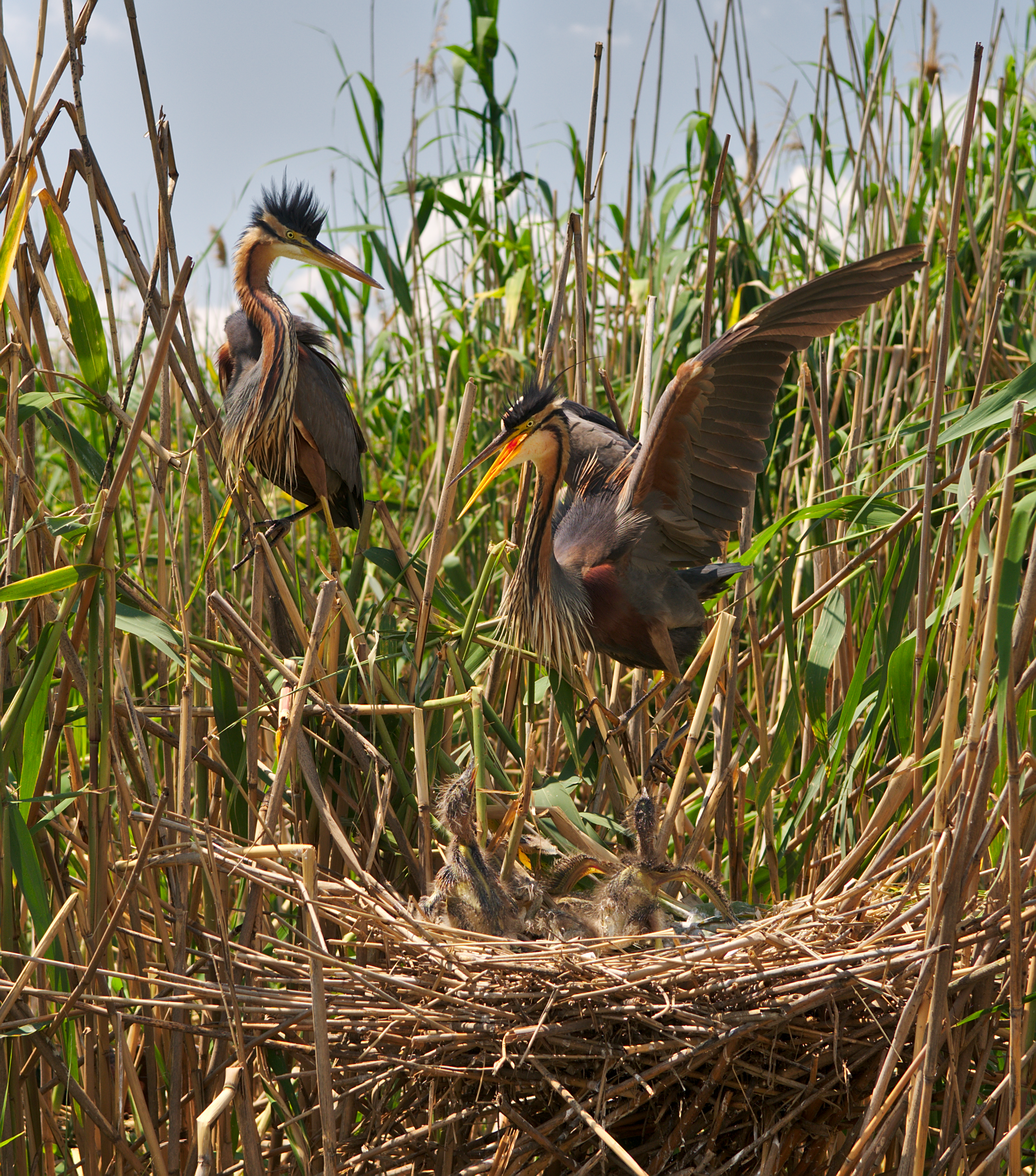
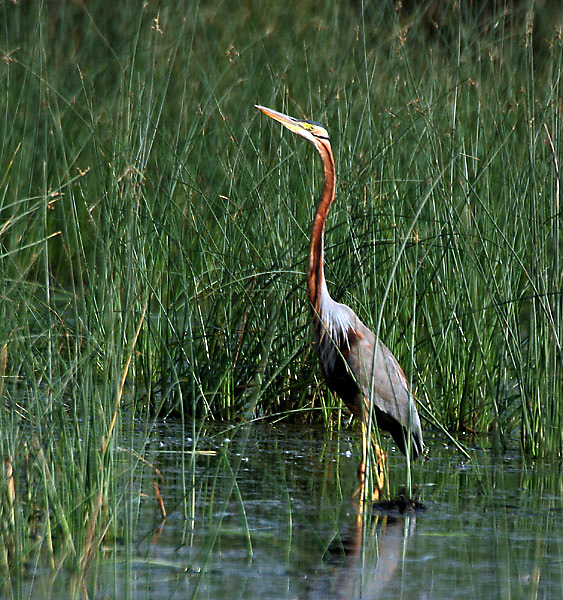
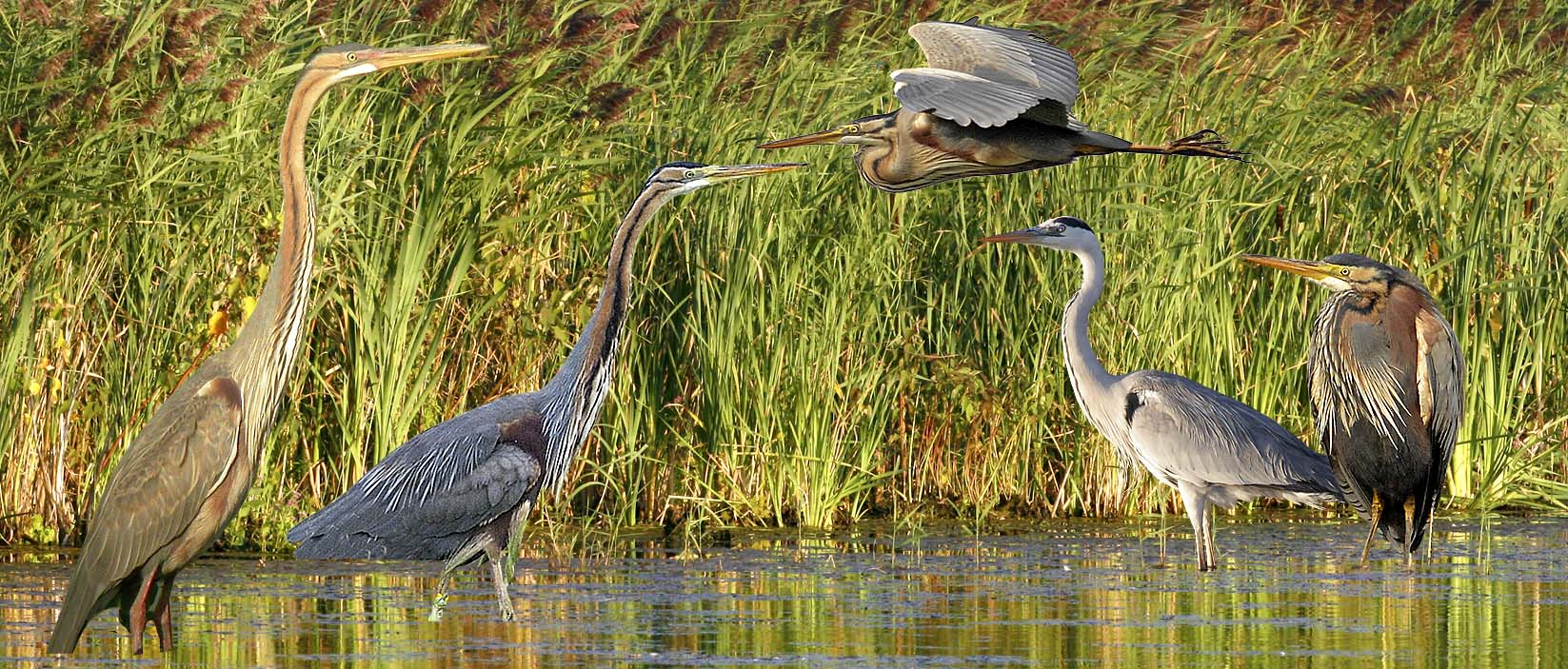

## Mod de viață

Galben: zona de clocire; Verde: zona de iernat

Hrana de bază a stârcului roșu sunt peștii cu o lungime de 10-20 cm. Larvele și insectele joacă însă un rol important. Amfibienii, reptilele, mamiferele mici, păsările, crustaceele și moluștele nu sunt la fel de importante pentru stârcul roșu, care mănâncă în fiecare zi aproximativ 200 g. Caută hrană în special seara și dimineața, trăind mai retras decât stârcii cenușii, până și locurile de cuibărit. 
Comportamentul sexual este asemănător cu cel al stârcilor cenușii. Stârcii roșii devin adulți deja în primul an de viață. Cuibul are de la 0,8 până la 2.3 m și este de pa 0,5 până la 1,6 m peste nivelul apei. Clocesc în colonii, fiecare cuib fiind situat de la 5 până la 20 de m unul de altul. Ambii părinți construiesc cuibul. Depunerea ouălelor începe de la sfârșitul lui aprilie și se sfârșește la începutul lunii iulie. De obicei sunt 4–5 ouă. Acestea sunt ovale, verde-albăstruie, nestrălucitoare. Clocirea durează 26 de zile de către ambii părinți. La 15–20 de zile, puii se cațără deja pe stuful de lângă cuib. După încă zece zile sunt pe cont propriu.